# Physiculus luminosus
Physiculus luminosus är en fiskart som beskrevs av Paulin, 1983. Physiculus luminosus ingår i släktet Physiculus och familjen Moridae. Inga underarter finns listade i Catalogue of Life.